# Моља
Моља (итал. Mioglia) је насеље у Италији у округу Савона, региону Лигурија.
Према процени из 2011. у насељу је живело 282 становника. Насеље се налази на надморској висини од 345 м.

## Становништво
Према резултатима пописа становништва 2011. у општини је живело 539 становника.
| 1936. | 1951. | 1961. | 1971. | 1981. | 1991. | 2001. | 2011. |
| ----- | ----- | ----- | ----- | ----- | ----- | ----- | ----- |
| 1.133 | 995   | 809   | 682   | 585   | 588   | 561   | 539   |